# Kiss of Death
 Kiss of Death és una pel·lícula estatunidenca dirigida per Henry Hathaway, estrenada el 1947.

## Argument
La vigília de Nadal, Nick Bianco, el pare del qual havia estat mort per la policia, assalta amb dos còmplices una joieria. Però l'atracament fracassa i Nick, ferit és detingut i, negant-se a donar el nom dels seus còmplices, és condemnat a vint anys de presó. A la presó s'assabenta del suïcidi de la seva dona i decideix parlar per tal de sortir de presó i ajudar les seves dues filles.

## Repartiment
- Victor Mature: Nick Bianco
- Brian Donlevy: el procurador adjunt d'Angelo
- Coleen Gray: Nettie
- Richard Widmark: Tom Udo
- Taylor Holmes: Earl Howser
- Howard Smith: el director de la presó
- Karl Malden: el sergent William Cullen
- Anthony Ross: Williams
- Mildred Dunnock: Ma Rizzo
- Millard Mitchell: Max Schulte

## Al voltant de la pel·lícula
- El pel·lícula és rodada en decorats reals.
- L'actuació de Richard Widmark va destacar per ser el començament a la pantalla. En una escena empeny, rient-se, una vella senyora paralítica des de dalt d'una escala. Aquest paper li valdrà una nominació als oscars.
- El final de la pel·lícula escrita per Ben Hecht va ser canviat per Philip Dunne. En la primera versió Nick s'amagava en lloc de marxar a la recerca de l'assassí.
- El paper de Maria, la dona de Nick, interpretat per Patricia Morison, ha estat totalment suprimit al muntatge.
- Un remake fou dirigit el 1958 per Gordon Douglas: The Friend Who Walked the West. La història es va convertir en western.
- Un nou remake surt el 1995 dirigida per Barbet Schroeder amb Nicolas Cage i David Caruso: Kiss of Death .